# Bernardo Lacasia
Bernardo Lacasia (* 1905 in Frankreich; † 1952) war einer der Pioniere der chilenischen Jazzmusik.
Der in den französischen Pyrenäen geborene Sohn spanischer Eltern kam im Alter von zwei Jahren nach Chile. Er studierte hier Musik am Conservatorio Nacional de Música. Ab 1919 war er als professioneller Musiker aktiv.
In den 1920er Jahren leitete er verschiedene Jazzorchester in Santiago de Chile und Talca. 1938 gründete er das Orchestra Lacasia, dem u. a. der Saxophonist Mario Escobar angehörte. Die Gruppe trat im Tac Room Ritz in Santiago auf und erfreute sich vor allem bei der Bohème der Stadt großer Beliebtheit.
Daneben war Lacasio im Sindicato Profesional Orquestral aktiv und organisierte 1940 den ersten Musikerkongress in Chile. Zur gleichen Zeit trat er auch mit einem Orchester beim Rundfunksender Radio Hucke (später Radio Nuevo Mundo) auf.

## Quelle
- Álvaro Menanteau: Historia del jazz en Chile. Ocho Libros Editores, Santiago de Chile 2003, ISBN 978-956-8018-13-9, S. 45.

| Personendaten    | Personendaten            |
| ---------------- | ------------------------ |
| NAME             | Lacasia, Bernardo        |
| KURZBESCHREIBUNG | chilenischer Jazzmusiker |
| GEBURTSDATUM     | 1905                     |
| GEBURTSORT       | Frankreich               |
| STERBEDATUM      | 1952                     |